# Wilhelm Reich

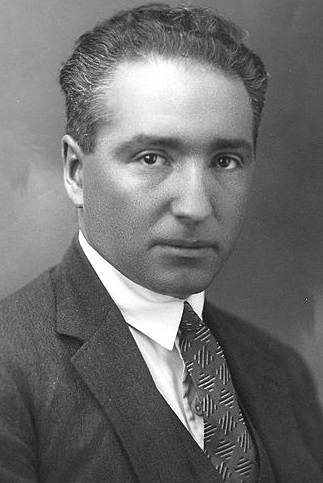
Wilhelm Reichs Porträt von Ludwig Gutmann

Wilhelm Reich (* 24. März 1897 in Dobzau, Galizien, Österreich-Ungarn; † 3. November 1957 in Lewisburg, Pennsylvania, USA) war ein österreichischer Arzt, Psychiater, Psychoanalytiker, Sexualforscher und Soziologe. Reich fand Zusammenhänge zwischen psychischen und muskulären Panzerungen und entwickelte die Therapiemethode der Psychoanalyse zur Charakteranalyse und diese zur Vegetotherapie weiter. Letztere gilt als Grundlage für verschiedene später begründete Körperpsychotherapien.
Seine parallel dazu durchgeführten mikrobiologischen Forschungen zu „Bionen“ führten ihn zur „Entdeckung des Orgons“, einer „primordialen“ Energie, deren Existenz außerhalb von Reichs Schülerkreis nicht anerkannt wird.

## Leben
Wilhelm Reich wurde 1897 als erster von zwei Söhnen des Gutsbesitzers Léon Reich und dessen Frau Cecilia geboren. Reichs Geburtsort Dobzau, auch Dobrzanica, liegt im damals österreichischen Galizien, der Ort Jujinetz (heute im Rajon Kizman), wo Reich den Großteil seiner Kindheit verbrachte, in der Bukowina. Reichs Eltern waren zwar jüdischer Herkunft, hatten sich aber vom jüdischen Glauben gelöst, weshalb Reich keine religiöse Erziehung erhielt. Er wurde zuhause von Privatlehrern unterrichtet, bis er auf das Deutsche Gymnasium von Czernowitz ging. Mit einem dieser Privatlehrer unterhielt Reichs Mutter zeitweilig eine intime Beziehung. Als dies der etwa elfjährige Wilhelm entdeckte und seinem Vater erzählte, erzeugte er ungewollt eine Ehekrise, als deren Folge Reichs Mutter Suizid verübte und sein Vater depressiv erkrankte und 1914 starb. Der siebzehnjährige Reich musste als Vollwaise diese Tragödien verarbeiten und zugleich die Leitung des Gutsbetriebs übernehmen. Kurz nach Beginn des Weltkrieges wurde Reich wegen einrückender russischer Truppen zur Aufgabe des Guts und zur Flucht gezwungen. Er trat in die k.u.k. Armee ein und blieb bis zum Kriegsende 1918 im Militärdienst.

### Studium
Wilhelm Reich ging anschließend mit seinem jüngeren Bruder Robert nach Wien und studierte nach einem Semester Rechtswissenschaften schließlich Medizin. Er wurde durch ein Seminar zur Sexualität, das sein Kommilitone Otto Fenichel außeruniversitär organisiert hatte, auf Sigmund Freud und die Psychoanalyse aufmerksam. Noch als Student wurde er – eine große Ausnahme – 1920, nach seinem Vortrag „Libidokonflikte und Wahngebilde in Ibsens ‚Peer Gynt‘“, in die Wiener Psychoanalytische Vereinigung aufgenommen. Im Jahre 1922 promovierte er zum Doktor der Medizin.

### Familie
Wilhelm Reich hatte eine Schwester, die bereits als Kleinkind starb, und einen Bruder (Robert), der 1926 – wie der Vater – an Tuberkulose verstarb. Reich war zweimal verheiratet. Seine erste Ehefrau war die Psychoanalytikerin Annie Reich (geb. Pink, 1902–1971). Dieser Ehe entsprangen die zwei Töchter Eva Reich (1924–2008) und die Psychoanalytikerin Lore Reich Rubin (1928–2024). Nach der Scheidung von Annie Reich im Jahre 1933 lebte Reich mit seiner langjährigen Geliebten Elsa Lindenberg zusammen, von der er sich erst 1940 endgültig trennte. Seine zweite Ehefrau war Ilse Ollendorf. Mit ihr war Reich von 1946 bis 1951 verheiratet. Dieser Ehe entsprang der gemeinsame Sohn Peter (geb. 1944).

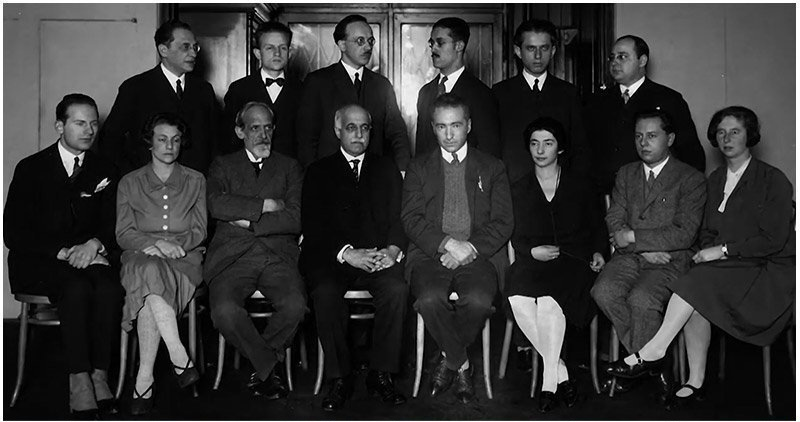
Wiener Psychoanalytisches Ambulatorium, offizielles Foto von 1922. Reich sitzend 5. von links. Seine spätere Frau Annie sitzend 1. von rechts.

### Therapeut und Forscher
Wilhelm Reich arbeitete an der Psychiatrischen Klinik Julius Wagner-Jaureggs unter Paul Schilder. Nach zwei abgebrochenen Analysen bei Isidor Sadger und Paul Federn praktizierte Reich mit Billigung Freuds als Psychoanalytiker. Von 1922 bis 1930 war er am „Wiener Psychoanalytischen Ambulatorium“ tätig. Von 1924 bis 1930 leitete er zudem das Wiener Seminar für Psychoanalytische Therapie, wo man praktische Probleme der Behandlung systematisch erforschte. Aus den dortigen Diskussionen und aus einer konsequenten Weiterentwicklung der Freudschen Libidotheorie zur Orgasmustheorie (1927) gingen Reichs therapietechnische Innovationen hervor: von der Widerstandsanalyse (1927) zur Charakteranalyse (1933), danach zur körperorientierten Vegetotherapie (1935) und in den 1940er Jahren zur Orgontherapie.

### Konflikt mit Freud
Aus seinen klinischen Erfahrungen gelangte Reich zu der Auffassung, dass jede psychische Erkrankung mit einer Störung der sexuellen Erlebnisfähigkeit einhergehe, worüber im Rahmen der Psychoanalyse bis dahin kaum geforscht worden war. Im Gegensatz zu Freud lehnte es Reich ab, die Sexualunterdrückung (Verbot der Onanie, voreheliche Keuschheit, „Zwangsmonogamie“) als „kulturelle Notwendigkeit“ zu betrachten. Nach Auffassung von Reich hemme die unbefriedigte Sexualität vielmehr die kulturelle Leistung. Mit der Orgasmustheorie führte Reich ein Kriterium für psychische Gesundheit und somit auch als Therapieziel ein: die orgastische Potenz. Zugleich betonte er, dass dieses Ziel nur schwer erreichbar und die Neurose als Massenerscheinung ohnehin nicht durch Einzeltherapien zu beseitigen sei, sondern nur durch Prophylaxe auf der Grundlage radikaler Sexualreformen. Sowohl wegen seiner Auffassung von psychischer Gesundheit als auch wegen der im Gebot der Prophylaxe implizierten politischen Konsequenzen geriet Reich schon um 1926 in einen schwelenden Konflikt mit Freud, der schließlich – ohne jede sachliche Auseinandersetzung – im August 1934 zu Reichs Ausschluss aus der Internationalen Psychoanalytischen Vereinigung (IPV) führte. Nach Auffassung des Reich-Biografen Sharaf spielte beim Ausschluss nicht Freud selber, sondern seine Tochter Anna Freud die entscheidende Rolle.

### Vegetotherapie
Reich wirkte nun außerhalb der psychoanalytischen Organisationen im skandinavischen Exil weiter. In den 1930er Jahren hatte er von dem damals zu den führenden Physiologen zählenden Friedrich Kraus das Konzept der „vegetativen Strömung“ übernommen und seine Charakteranalyse zur Vegetotherapie weiterentwickelt. Er sah seine eigenen Arbeiten mit denen anderer Fachkollegen wie Ludwig Robert Müller (Die Lebensnerven) und Max Hartmann konvergieren: „Wenn aber verschiedene Disziplinen unabhängig voneinander, ohne Ahnung der Konsequenzen ihrer Forschung, ohne Vorsatz, einander je zu begegnen, immer mehr nach einem bestimmten Punkte zu konvergieren scheinen […] dann zweifeln wir nicht, dass diese Theorien und nicht die heuristisch wertlosen isolierten die grössere Wahrscheinlichkeit für sich haben.“

### Bion-Experimente
Reich unterhielt in Oslo, wo er ab 1935 im Exil lebte, ein mit Geräten und Personal gut ausgestattetes Labor, um aufgrund dieser theoretischen Synthese eigene empirische Forschungen durchführen zu können. Dabei behauptete er, auf „Gebilde des Übergangs vom Anorganischen, Unbewegten zum Organischen, Bewegten und Kultivierbaren“ gestoßen zu sein, die er nicht mit bereits Bekanntem zu identifizieren vermochte und deshalb mit dem neuen Begriff Bione bezeichnete. Zur Problematik der „Bione“ erschien 2015 eine ausführliche wissenschaftshistorische Untersuchung.

### Politische Aktivitäten
Unter dem Eindruck der Geschehnisse beim Wiener Justizpalastbrand am 15. Juli 1927 hatte sich Reich politisch radikalisiert und war in die Kommunistische Partei Österreichs (KPÖ) eingetreten, heimlich, denn offen blieb er Mitglied der Sozialdemokratischen Arbeiterpartei Österreichs (SDAP). Aus dieser wurde er im Jänner 1930 wegen Spalteraktivitäten zugunsten der KPÖ ausgeschlossen. Zu dieser Zeit gründete Reich mit Marie Frischauf und anderen kommunistischen oder sozialdemokratischen Ärzten in verschiedenen Stadtteilen Wiens Sexualberatungsstellen.
Ab Mitte 1927 hatte Reich außerdem, parallel zu seiner Arbeit innerhalb der Psychoanalyse, eine Synthese von Marxismus und Psychoanalyse (siehe: Freudomarxismus) auf theoretischer wie praktischer Ebene versucht. Er war 1930 von Wien nach Berlin gegangen, wo er der KPD beitrat und 1931 den Deutschen Reichsverband für Proletarische Sexualpolitik gründete, kurz: die Sexpol. Auch diese Arbeit war so konfliktträchtig, dass er 1933, vor allem wegen seines Buches Massenpsychologie des Faschismus, aus der Partei ausgeschlossen wurde. Reichs Buch Die Sexualität im Kulturkampf (1936) enthält eine scharfe Kritik der rückschrittlichen Entwicklung in der Sowjetunion unter Stalin.

### Emigration nach Skandinavien 1933

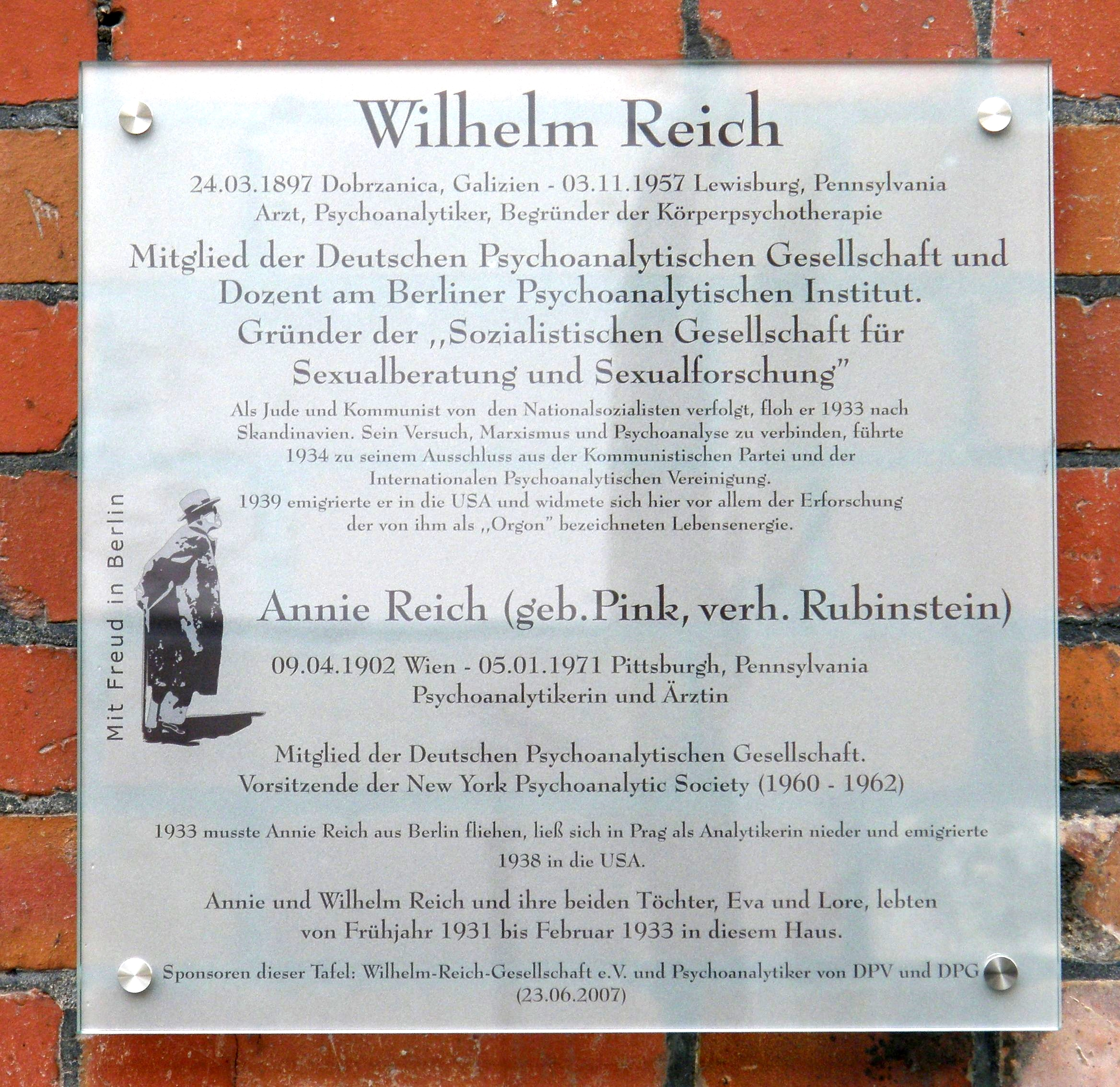
Gedenktafel für Wilhelm und Annie Reich in der Schlangenbader Straße 87 in Berlin, aus der Reihe Mit Freud in Berlin

Reich hatte 1921 in Wien eine ehemalige Patientin geheiratet, die Medizinstudentin Annie Pink, die später ebenfalls Psychoanalytikerin wurde. Aus der Ehe, die bis 1932 dauerte, gingen zwei Töchter hervor: 1924 Eva und 1928 Lore.
Am 2. März 1933 erschien im Völkischen Beobachter ein Hetzartikel gegen Reichs Schrift Der sexuelle Kampf der Jugend. Am nächsten Tag emigrierte Reich zusammen mit seiner Frau Annie zunächst nach Wien und dann nach Kopenhagen.
Bei der vom NS-Regime geplanten und inszenierten Bücherverbrennung am 10. Mai 1933 wurden seine Bücher verbrannt.
Im Jahre 1934 verlor Reich die Aufenthaltsgenehmigung für Dänemark, emigrierte deshalb nach Norwegen und ließ sich in Oslo nieder. Im Jahre 1933, nach der Trennung von seiner Frau Annie, wurde die Balletttänzerin Elsa Lindenberg (1906–1990), die Reich in Berlin kennengelernt hatte, im skandinavischen Exil seine Lebensgefährtin; sie blieb, als Reich 1939 nach New York emigrierte, in Norwegen. In den USA heiratete Reich Ilse Ollendorff (1909–2008), ebenfalls eine Emigrantin aus Deutschland. Diese Ehe, aus der 1944 der Sohn Peter hervorging, wurde 1954 geschieden.

### Emigration in die USA 1939

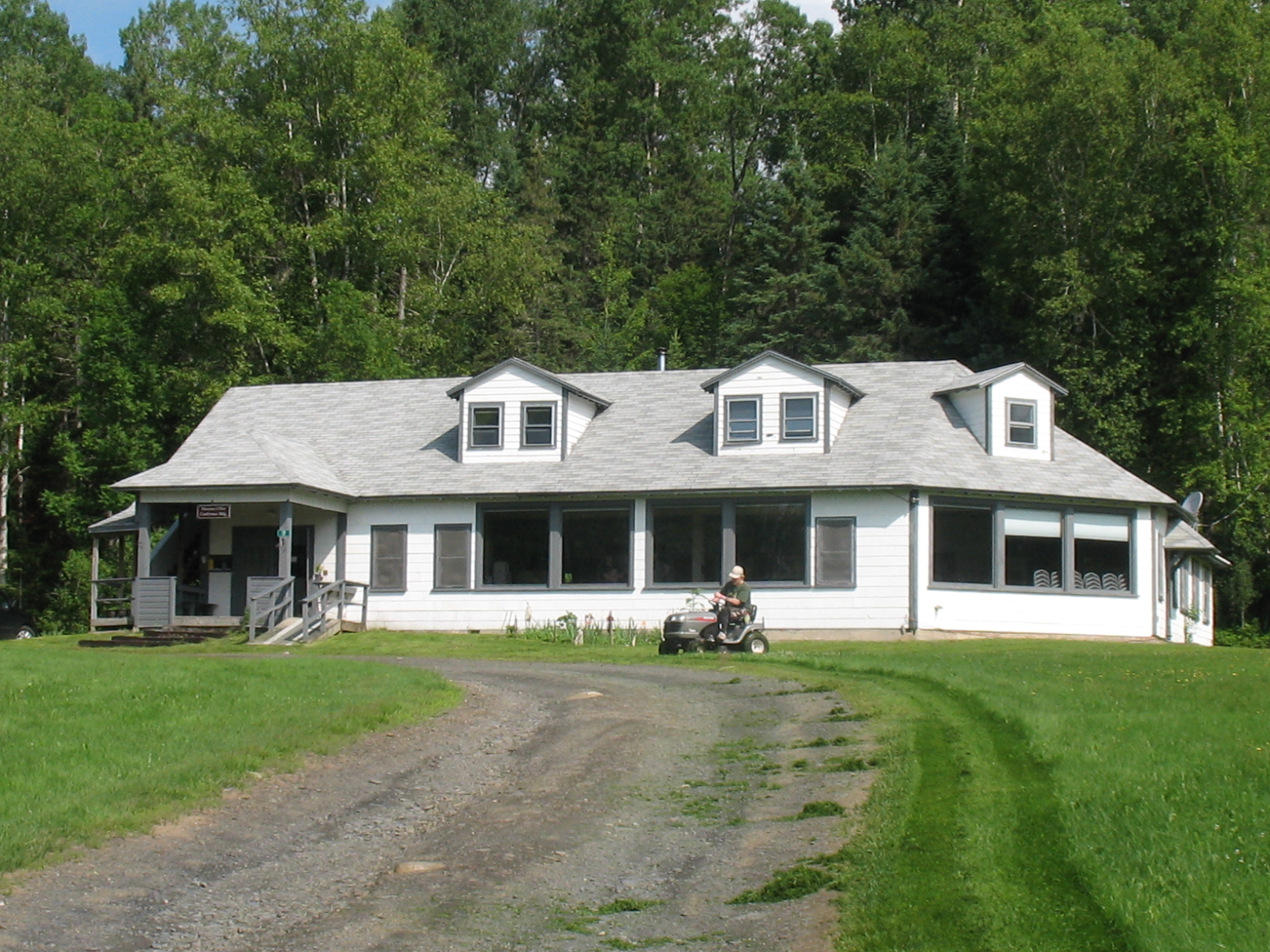
Laboratorium Reichs, heute Wilhelm-Reich-Museum, Rangeley, Maine

Im August 1939, kurz vor Beginn des Zweiten Weltkriegs, übersiedelte Reich mitsamt seinem Labor nach New York, was nur möglich war, weil er einen Lehrauftrag an der New School for Social Research erhalten hatte.

#### Orgonforschung

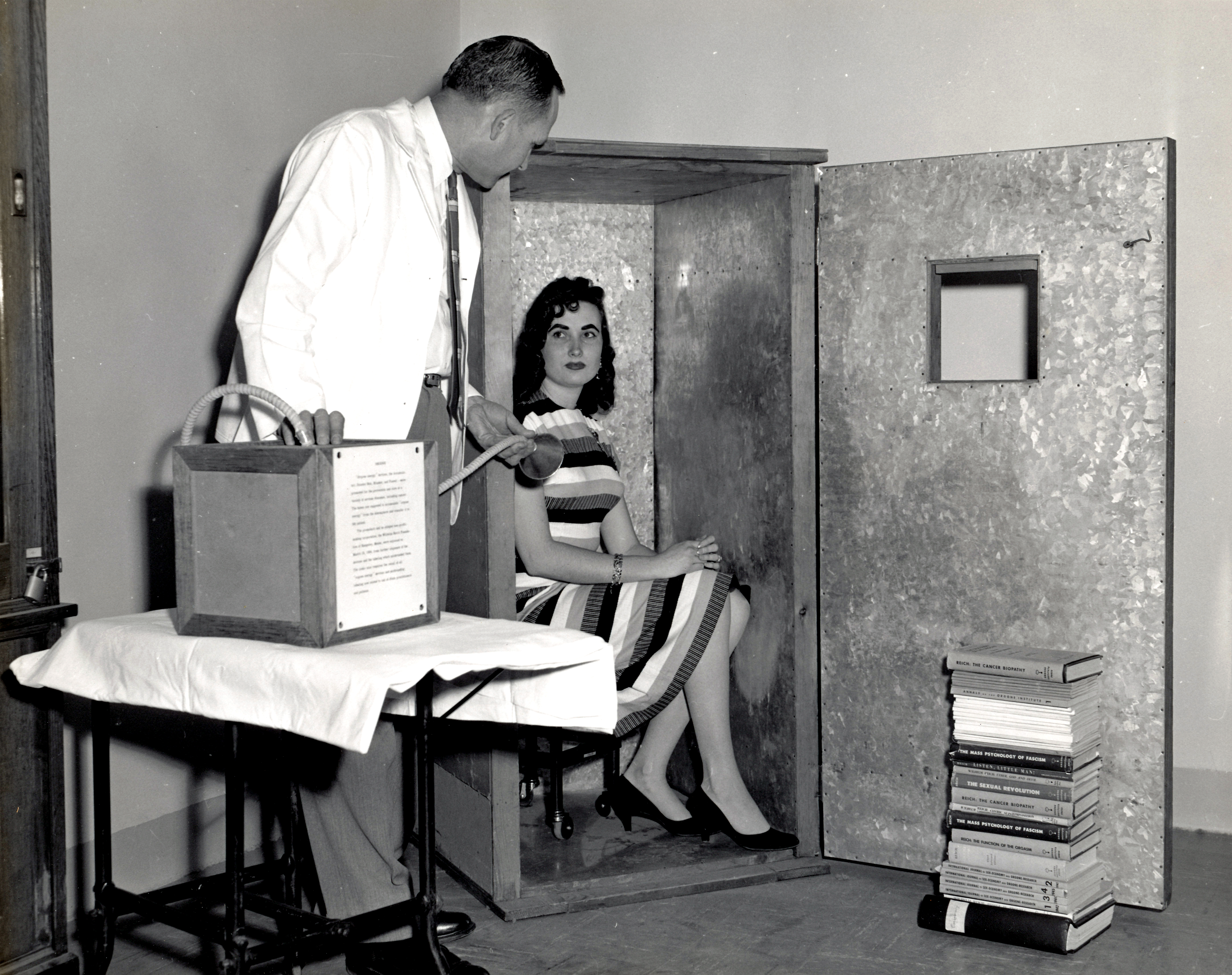
FDA-Foto zum Orgonakkumulator

Reich hatte sich um den Lehrauftrag nur bemüht, um ein Visum für die USA zu erhalten. Er führte ihn nur ein Jahr lang aus. Parallel dazu und anschließend konzentrierte er sich auf die auf seiner Bionforschung der Osloer Zeit aufbauende Orgonforschung. Seine Arbeit führte ihn zum Postulat einer „spezifisch biologischen“ Energie, die er Orgon nannte. Diese sei, so Reich, in von ihm konstruierten Orgonakkumulatoren konzentrierbar und biophysikalische Grundlage seiner Therapie.
Durch die Verbreitung seiner Bücher und die Einübung von Studenten in die Grundlagen seiner Orgonforschung wurde der Kreis insbesondere von Ärzten, die auch seinen Orgonakkumulator verwendeten, immer größer. Reich veröffentlichte Zeitschriften, und es gab jedes Jahr eine Konferenz in Rangeley, auf der den Interessierten die neuesten Ergebnisse präsentiert wurden. Gleichzeitig erschienen ab Mitte der 1940er Jahre kritische Artikel in der Presse, und die amerikanische Gesundheitsbehörde (FDA) wurde auf die Orgonbehandlung aufmerksam.
Unter dem Eindruck des Koreakrieges, bei dem auch der Einsatz von Atombomben erwogen wurde, begann Reich im Januar 1951 das „Oranur-Experiment“, mit dem er erforschen wollte, ob sich mit Orgonenergie Radioaktivität neutralisieren lässt. Nachdem dabei unerwartet Versuchsmäuse gestorben und mehrere Mitarbeiter ernstlich erkrankt waren, evakuierte Reich sein Laborgebäude, um weiteren Schäden vorzubeugen. Reich interpretierte den Vorgang so, dass sich beim Oranur-Experiment „tödliche Orgonenergie“ (DOR) gebildet habe. Diese versuchte er nun durch Anwendung eines mit Wasser verbundenen Röhrensystems („DOR-Buster“) von den kontaminierten Personen „abzuziehen“. Eine Fortentwicklung dieses Geräts war der „Cloudbuster“, mit dem er, diesmal aus der Atmosphäre, ebenfalls DOR abziehen und so Regen auslösen zu können behauptete. Lokalzeitungen in Maine wussten von erfolgreicher Anwendung des Gerätes zu berichten. Da Reich sich von dem UFO-Medienhype, der von dem Roswell-Zwischenfall 1947 ausgelöst worden war, beeindrucken ließ, richtete er den „Cloudbuster“ versuchsweise auf ein am Himmel stehendes blinkendes Licht. Da diese Erscheinung daraufhin verschwand, nahm Reich an, dass er es mit einem UFO zu tun gehabt hatte, das sich, so seine These, der Orgonenergie als Antrieb bediente.

#### Repression in der McCarthy-Ära, Tod
Im Jahre 1955 verfügte ein Gericht ein Verbot der Verwendung von Orgonakkumulatoren sowie die Vernichtung der Geräte und aller seiner Bücher. Das wurde von Reich nicht akzeptiert, da es sich um eine wissenschaftliche Frage handele, die nicht von einem Gericht zu klären sei. Nachdem ein Mitarbeiter Reichs gegen das gerichtliche Verbot, Orgonakkumulatoren über die Grenzen der US-Bundesstaaten zu transportieren, verstoßen hatte, wurde Reich 1956 zu einer zweijährigen Haftstrafe wegen „Missachtung des Gerichts“ verurteilt. Sein Freund, der Reformpädagoge A. S. Neill, schrieb ihm: „Reich, ich liebe Dich. Ich kann den Gedanken nicht ertragen, daß Du mit einer irrsinnigen Gefängnishaft bestraft wirst. Du würdest es nicht aushalten, und Du weißt das.“ Reich trat die Strafe am 12. März 1957 an und starb während der Haft am 3. November 1957. Als Todesursache wurde Herzversagen angegeben.
Reichs Bücher wurden zu Werbeschriften für den „Orgonakkumulator“ erklärt und unter Aufsicht der Food and Drug Administration (FDA) verbrannt. Sie bestand auf der Verbrennung aller Arbeiten Reichs, wenn in ihnen das Wort Orgon vorkam oder, sofern nicht, wenn ihnen gedankliche Vorarbeit für die Orgonomie unterstellt werden konnte, so dass fast alle publizierten Schriften Reichs betroffen waren. Der Antikommunismus der Ära McCarthy trug zum Vorwurf der „Scharlatanerie“ in der gegen den Psychoanalytiker betriebenen Kampagne bei.

### Nachlass
Reich verfügte in seinem Testament, dass sein Nachlass erst fünfzig Jahre nach seinem Tod der Öffentlichkeit zur Verfügung gestellt werde; die Dokumente wurden demgemäß im November 2007 von der Bibliothek der Harvard University Medical School für wissenschaftliche Studien freigegeben.

## Werk
Reich hinterließ ein interdisziplinäres Werk, das weit über die Grenzen der Psychologie oder Psychoanalyse hinausgeht: Auf der Makroebene ragen seine Arbeiten bis hinein in die politische Soziologie; auf der Mikroebene erstrecken sie sich über Biologie, Mikrobiologie bis hin zur Paraphysik. Man kann seine Beschäftigung als jeweils logische und unmittelbare Konsequenz der zuvor erbrachten Ergebnisse aus Forschungsarbeiten betrachten, die bei der Frage nach dem Verständnis und der Therapie psychischer Beeinträchtigungen ansetzen. Der heute mögliche Gesamtüberblick über sein Lebenswerk lässt deutlich erkennen, dass ein roter Faden seine Arbeiten durchzieht. Reich beginnt als Psychoanalytiker, beschreibt sehr ausführlich das Vorhandensein der verschiedenen Abwehrmuster des Menschen (Charakterpanzerungen, zunächst psychisch, dann somatisch) und die Möglichkeiten ihrer Auflösung. Seine konsequente Verfolgung der energetischen Basis (was Freud Libido-Ökonomie nannte, aber nicht weiterverfolgte) führte ihn zur Frage, was denn eigentlich das Lebendige sei, zur Entwicklung der Sexualökonomie und schließlich zur „Entdeckung des Orgons“. Seine besondere Aufmerksamkeit galt der Erforschung der Krebserkrankungen, seiner Meinung nach eine Erkrankung des gesamten Organismus, der eine gestörte Pulsation des Orgons im Körper zugrunde liege, die wiederum in der Unfähigkeit des Organismus wurzele, sich vollständig den vegetativen Zuckungen im Orgasmus hinzugeben. Diese Unfähigkeit, die orgastische Impotenz des Menschen beziehungsweise ihre Behebung, ist ein Kernpunkt seiner Arbeit.
In der Praxis gebührt ihm das Verdienst, dass er als einer der ersten die praktische Beratung in Sexualfragen forderte und auch durchführte. Darüber hinaus hat er selbst unter erschwerten äußeren Bedingungen die „klinisch-therapeutische Arbeit mit Unterschicht-Klienten“ geleistet. In diesem Zusammenhang muss auch sein sexualpädagogisches Wirken in der proletarischen Jugendbewegung erwähnt werden („Der sexuelle Kampf der Jugend“).
Die sexuelle Revolution der 1970er Jahre wurde aufgrund eines Titels eines Buches von Reich so genannt, hat sich aber kaum – und wenn, dann meist in Verkennung seiner Auffassung von Sexualität – auf Reich berufen. Das Besondere seines Werks ist die Entdeckung der ganzheitlichen Sicht des Menschen, die unter anderem in den Annahmen gipfelte, dass „Erinnerungen immer von entsprechenden körperlichen Auswirkungen begleitet werden, (…) Emotionen sich in Form eines Muskelpanzers im Körper manifestieren“.

### Die Funktion des Orgasmus
Die von Wilhelm Reich im Jahre 1926 vorgelegte und Sigmund Freud „meinem Lehrer, in tiefer Verehrung“ gewidmete Schrift Die Funktion des Orgasmus proklamiert die sogenannte „orgastische Potenz“ als die zentrale Grundlage der Genuss- und Arbeitsfähigkeit des gesunden Menschen. Unter der orgastischen Potenz versteht Reich die Fähigkeit eines gesunden Menschen mit einem „genitalen Charakter“, zu einer Befriedigung zu erlangen, die der jeweiligen Libidostauung adäquat ist, und die Fähigkeit, häufiger zu dieser Befriedigung gelangen zu können als den Störungen der Genitalität unterworfen zu sein. Nach Auffassung von Reich besteht der häufigste Grund für orgastische Impotenz in der Angst vor dem Orgasmus, die wiederum Folge einer sexualfeindlichen Zwangsmoral ist. Für Reich sind die Neurosen in der Regel sogenannte Aktualneurosen, deren Ursache in der Libidostauung zu finden ist.

### Der Einbruch der sexuellen Zwangsmoral
Die von Wilhelm Reich im Jahre 1931 vorgelegte Schrift „Der Einbruch der sexuellen Zwangsmoral. Zur Geschichte der sexuellen Ökonomie“ ist der Versuch, die sexualfeindliche Zwangsmoral der modernen Gesellschaft aus marxistischer und ethnologischer Sicht zu erklären. Anknüpfend an die Arbeit von Friedrich Engels Der Ursprung der Familie, des Privateigentums und des Staates sieht Reich „den ersten Klassengegensatz in der Geschichte in dem Antagonismus zwischen Mann und Weib in der Einzelehe und die erste Klassenunterdrückung mit der des weiblichen Geschlechts durch das männliche.“ Nach Auffassung von Reich dient die sexualfeindliche Erziehung der Kinder und Jugendlichen in der modernen patriarchalischen Gesellschaft letztlich der Vorbereitung der „Zwangsmonogamie“ in der Ehe. In seiner Schrift kontrastiert Reich die patriarchalischen Verhältnisse der modernen Gesellschaft mit „der natürlichen Sittlichkeit der in Geschlechtsfreiheit lebenden, nach Bedürfnisbefriedigung ausgerichteten mutterrechtlichen Primitiven“. Als Beispiel hierfür  schildert Reich das Sexualleben der von dem Ethnologen Bronisław Malinowski intensiv erforschten Ureinwohner der Trobriander aus Melanesien. In seiner Schrift wendet sich Reich auch gegen die Auffassung des Psychoanalytikers Géza Róheim, dass der Ödipuskomplex eine biologische Tatsache sei. Nach Auffassung von Reich resultieren sämtliche seelischen Leiden aus der gesellschaftlichen Sexualunterdrückung.

### Charakteranalyse
Das im Januar 1933 vorgelegte Werk gibt einen fundierten Einblick in Reichs psychoanalytische Arbeitsweise während der 1920er Jahre, als er das „Seminar für psychoanalytische Therapie“ am Wiener Psychoanalytischen Ambulatorium leitete. Dabei legt Reich den Fokus auf die Behandlung der Widerstände während der Behandlung. So formuliert Reich: „Da sich jede Neurose ausnahmslos auf Konflikten der Kindheit vor dem 4. Lebensjahr aufbaut, die seinerzeit nicht erledigt werden konnten, diese Konflikte aber in der Übertragung neu belebt werden, bildet die Analyse der Übertragung im Zusammenhang mit der Auflösung der Widerstände das wichtigste Stück der analytischen Arbeit.“ Nach Auffassung von Reich besteht die wichtigste Aufgabe des Therapeuten darin, die Ursache für die latente negative Übertragung, d. h. den unbewussten Widerstand gegen das Gesundwerden beim Patienten zu erkennen. Häufig verbergen sich hinter Klagen beispielsweise versteckte Vorwürfe oder Aggressionen, die im therapeutischen Prozess nur schwer hervorzulocken sind. Reich identifiziert in seiner Arbeit unterschiedliche Charaktertypen, die sich durch spezifische, chronifizierte „charakterliche Abpanzerungen“ des Ichs gegen die Außenwelt und das Es unterscheiden. Ein eigenes Kapitel ist dem „masochistischen Charakter“ gewidmet. Reich hierzu: „Das Herbeisehnen der Strafe hat also im Kern den Sinn, die Entspannung auf einem Umwege doch herbeizuführen, dabei die strafende Person schuldig werden zu lassen, also sich selbst zu entlasten.“ Reich schlussfolgert daraus, dass die Aufdeckung „der sadistischen Natur des masochistischen Verhaltens“ die erste und dringendste Maßnahme des Therapeuten in der Behandlung dieses Charaktertypen darstelle. Anders als Sigmund Freud glaubte Reich nicht an die Existenz eines eigenständigen Todestriebs. Vielmehr blieb er zeitlebens Anhänger der ersten Triebtheorie Freuds.

### Massenpsychologie des Faschismus
Reich wandte mit seiner Arbeit Massenpsychologie des Faschismus (1933) seine klinischen Vorstellungen von der menschlichen Charakterstruktur auf den gesellschaftlich-politischen Bereich an. Es ist seine erste größere, aus psychoanalytisch-gesellschaftskritischer Sicht geschriebene Auseinandersetzung mit dem Faschismus beziehungsweise dem Nationalsozialismus. Er analysiert darin grundlegende Zusammenhänge zwischen autoritärer Triebunterdrückung und faschistischer Ideologie und welche Rolle die autoritäre Familie und die Kirche dabei spielen. Reich vertrat die Ansicht, dass organisierte faschistische Bewegungen durch irrationale Charakterstrukturen des modernen Durchschnittsmenschen hervorgebracht würden, dessen primäre biologische Bedürfnisse und Antriebe seit Generationen unterdrückt worden seien: Die patriarchalische (Zwangs-)Familie als Keimzelle des Staates schaffe die Charaktere, die sich der repressiven Ordnung trotz Not und Erniedrigung unterwerfen. Er verneint die Auffassung, Faschismus würde aus der Ideologie oder dem Handeln einzelner Individuen oder irgendwelcher politischen oder ethnischen Gruppen entspringen. Das später von Erich Fromm entwickelte Konzept des autoritären Charakters sah Reich als verwässerndes Plagiat seiner Theorie an. Im Jahr 2020 wurde Reichs 1933 veröffentlichter Ursprungstext von „Massenpsychologie des Faschismus“ von Andreas Peglau erstmals wieder neu als Buch aufgelegt.

### Die sexuelle Revolution
Die 1935 verfasste Schrift „Die sexuelle Revolution“ war in der 68er-Bewegung in Deutschland stark verbreitet und führte maßgeblich zur Rehabilitierung Reichs in der Bundesrepublik Deutschland in der Nachkriegszeit. Das Anliegen, das Reich mit diesem Buch verfolgte, bestand vor allem in der sexuellen Befreiung der Jugend. Die „voreheliche Keuschheit“ und „sexualfeindliche Zwangsmoral“ mit der Verpönung der Masturbation hielt er für lebensfeindlich und krankmachend. Die von Sigmund Freud proklamierte Sublimierung und Verurteilung von Sexualtrieben, die der herrschenden Moral entgegenstünden, hielt er für den Großteil der Bevölkerung für unrealistisch. Er plädierte dagegen für die Abschaffung der Zwangsmonogamie in der Ehe sowie für mehr Sexualaufklärung der Jugend, die stärkere Verbreitung von Verhütungsmitteln sowie die Legalisierung des Abortes und der Homosexualität. All diese Maßnahmen wurden, so Reich in dieser Schrift, in Russland in den Jahren nach der Russischen Revolution in Russland 1917 von Wladimir Iljitsch Lenin per Dekret eingeführt. Reich verknüpfte mit diesen Maßnahmen in den 1920er Jahren große Hoffnungen in die internationale Verbreitung radikaler Sexualreformen. Umso enttäuschter war er, als er konstatieren musste, dass diese Familien- und Sexualreformen Anfang der 1930er Jahre unter Josef Stalin nach und nach wieder rückgängig gemacht wurden.

## Rezeption

### Wissenschaft
Reichs Orgonomie wurde und wird gemeinhin als parawissenschaftlich bewertet. Sie provozierte aufgrund ihres Zusammenhangs mit seinen früheren Arbeiten auch von Wissenschaftlern heftige Reaktionen, zum Beispiel von dem Psychologen Peter R. Hofstätter und dem Medizinhistoriker Erwin Ackerknecht. Obschon sich Reich in seinen Schriften auf die zeitgenössische naturwissenschaftliche Forschung bezog, sind Anschlüsse an die Fragestellungen und Terminologie der heutigen Naturwissenschaften oder der Medizin aus systematischen und historischen Gründen in vielen Fällen nur schwierig und im geduldigen Nachvollzug herzustellen. Seine Arbeiten polarisierten und polarisieren auch heute noch sehr stark. Die frühen Beiträge im Rahmen der Psychoanalyse, auch noch deren Weiterentwicklung zur Charakteranalyse, fanden noch breite Zustimmung, doch schon sein Postulat der orgastischen Potenz als Therapieziel traf auf Skepsis und, insbesondere bei Freud, auf Ablehnung. Die Fortentwicklung der Charakteranalyse zur Vegetotherapie, also die Begründung der Körperpsychotherapie, wurde von der Mehrheit seiner psychotherapeutischen Kollegen als Irrweg betrachtet.
Albert Einstein, der 1941 privat Reichs Messungen an einem Orgonakkumulator überprüfte, konnte Reichs Postulat einer noch unerforschten Energieart nicht bestätigen. Er gab Reich eine konventionelle Interpretation der beobachteten Phänomene und schrieb ihm: „Ich hoffe, dass dies Ihre Skepsis entwickeln wird, dass Sie sich nicht durch eine an sich verständliche Illusion trügen lassen.“
Reich geriet nach seinem Tod 1957 schnell in Vergessenheit. Ein Jahrzehnt später wurde er von der Studentenbewegung wiederentdeckt. Um 1964 brachte Monika Seifert die Kunde vom Werk Reichs aus England mit. Man las Reich zunächst nur als Freudo-Marxisten und als Herold einer sexuellen Revolution. Die einschlägigen Raubdrucke – insbesondere von Funktion des Orgasmus, Massenpsychologie des Faschismus und Charakteranalyse – wurden von fliegenden Händlern in großer Zahl auf dem Campus vieler westdeutscher Universitäten zu günstigen Preisen verkauft und wurden zu Bestsellern. Einige Jahre später entdeckte man Reich als Begründer der körperorientierten Psychotherapie und bald danach, mit dem Aufkommen der esoterischen New-Age-Bewegungen, auch als Entdecker einer von ihm in seinen späten Jahren postulierten „primordialen Lebensenergie-Orgon“. Unabhängig von dieser breiteren Rezeption hat sich ab 1967 in den USA das American College of Orgonomy etabliert.
Als Reich Ende 1930 nach Berlin kam, begann dort Fritz Perls, der bereits 1927 in Wien an Reichs „Technischem Seminar“ teilgenommen hatte, eine Lehranalyse bei ihm. Sie wurde durch die Emigration Reichs im Frühjahr 1933 beendet. Reichs Einfluss war jedoch maßgeblich für Perls’ spätere Entwicklung der Gestalttherapie.
Aufgrund einer Vorlesung Reichs 1940 an der New Yorker New School for Social Research ging sein Hörer Alexander Lowen (1910–2008) von 1942 bis 1945 zu ihm in Therapie. Da Lowen keine medizinische Ausbildung hatte, absolvierte er, um selbst Therapeut werden zu können, 1946 bis 1951 ein Medizinstudium an der Universität Genf, kehrte in die USA zurück und gründete 1956 in New York das Institute for Bioenergetic Analysis, wo er mit einer Abwandlung der Reichschen Therapie, genannt Bioenergetische Analyse, in den folgenden Jahren einer der bekanntesten Körperpsychotherapeuten wurde.
Weitere körperorientierte Psychotherapieverfahren gründen auf Reichs Ideen, wurden aber von Nachfolgern wie David Boadella, später Gerda Boyesen so stark variiert und modifiziert, dass die ursprünglichen Konzepte Reichs, vor allem dessen Therapieziel und Gesundheitskriterium orgastische Potenz, darin kaum noch eine Rolle spielen.
Reichs (potenzielle) Bedeutung für die Ideengeschichte des 20. Jahrhunderts wurde erstmals von dem Philosophen Paul Edwards in einem ausführlichen Artikel über Reich in der von ihm herausgegebenen achtbändigen Encyclopedia of Philosophy deutlich zu machen versucht. Edwards, der sich eines Urteils über Reichs Orgontheorie weitgehend enthält, hebt besonders Reichs Bedeutung als Religionskritiker hervor, der in seiner Charakterlehre gründlicher als Freud und andere die psychische (und somatische) Verankerung des religiösen Fühlens im Individuum erforscht habe. Außerdem betont Edwards die Bedeutung der Theorien Reichs für das Leib-Seele-Problem in der Philosophie des Geistes.
Bernd A. Laska, der 1975 bis 1982 die Zeitschrift wilhelm-reich-blätter herausgab, versucht mit einem 1985 begonnenen „paraphilosophischen“ Projekt, Reichs Rang als Aufklärer aus seinem Gegensatz zu Freud (als dem einflussreichsten Aufklärer im 20. Jahrhundert) abzuleiten, wobei er es für nebensächlich hält, welchen wissenschaftlichen Status nicht nur Reichs spätere Orgontheorie, sondern auch die psychologischen Theorien Freuds und Reichs aktuell haben. Reich ist dabei nach Laskas Auffassung eine von drei „Schlüsselfiguren“, deren Schicksale in der Geschichte der neuzeitlichen Aufklärung trotz unterschiedlichster Kontexte erstaunliche Ähnlichkeiten aufwiesen und auf prinzipiell gleiche inhaltliche Positionen zurückzuführen seien: neben Reich, der von Freud ins Abseits „verdrängt“ wurde (s. Weblink unten), La Mettrie, dessen Ideen im 18. Jahrhundert von Voltaire, Rousseau und anderen ausgeschaltet worden seien, wie die Stirners im 19. Jahrhundert von Marx und Nietzsche.
Der Pionier einer modernen natürlichen Geburt Michel Odent beruft sich auf „die bahnbrechende Arbeit Wilhelm Reichs“ und will „die Grundgedanken von [Reichs Werk] Die Funktion des Orgasmus in einen neuen wissenschaftlichen Kontext“ stellen.
Zum 100. Geburtstag (1997) und zum 50. Todestag (2007) Reichs fanden weltweit Kongresse  beziehungsweise Symposien über seine Ideen statt, die meist von Anhängern, aber in einigen Fällen auch von neutralen Institutionen veranstaltet wurden.

### Filme

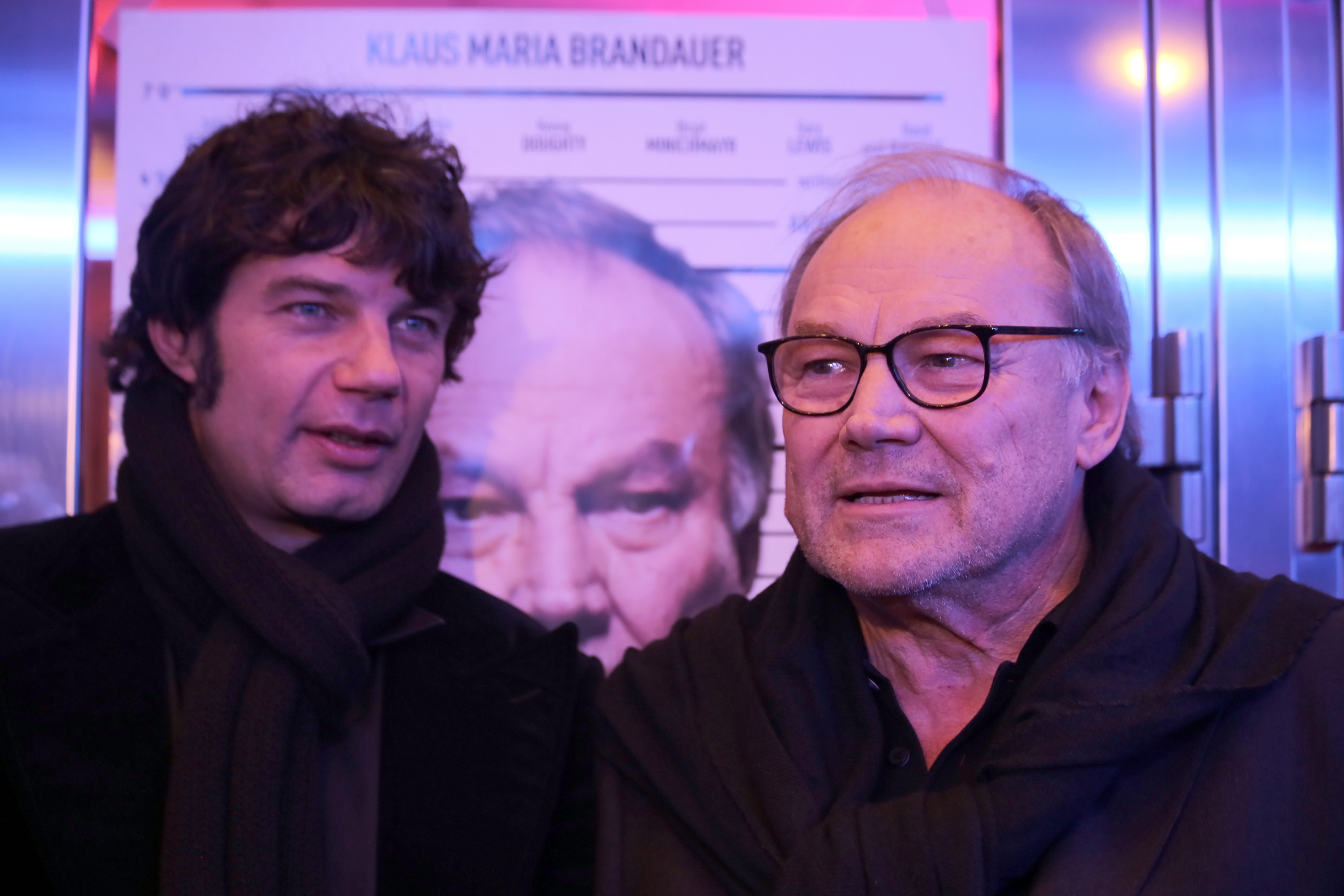
Regisseur Svoboda und Hauptdarsteller Brandauer bei der Premiere von The Strange Case of Wilhelm Reich (Wien 2012)

Die deutsche Dokumentarfilmerin Digne Meller Marcovicz publizierte 1987 eine Collage aus Filmausschnitten, Interviews und Bildmaterial unter dem von Reichs Schrift Listen, little man! abgeleiteten Titel Viva, kleiner Mann!
Der österreichische Filmemacher Antonin Svoboda produzierte 2009 die TV-Dokumentation Wer hat Angst vor Wilhelm Reich? und stellte 2012 den Spielfilm Der Fall Wilhelm Reich über die letzten Lebensjahre Reichs im Exil in den Vereinigten Staaten vor, in dem Klaus Maria Brandauer in der Rolle Reichs zu sehen ist.

### Musikvideo
Im Jahre 1985 veröffentlichte Kate Bush ein mit Terry Gilliam als Kurzfilm konzipiertes Musikvideo unter der Regie von Julian Doyle zu dem Lied Cloudbusting, in dem der kanadische Schauspieler Donald Sutherland Wilhelm Reich darstellt und Kate Bush seinen Sohn Peter. Das Video basiert auf einer Geschichte über Reichs Beauftragung 1953 durch Farmer in Maine, Regen zu erzeugen. Trotz anders lautender Wettervorhersage habe es innerhalb von 24 Stunden geregnet, und Reich habe eine mit den Farmern für den Erfolgsfall vereinbarte Summe erhalten.

### Hörspiel-Video
Der Autor Andreas Ammer und der Musiker Console produzierten 2009 für den Bayerischen Rundfunk (BR) Hörspiel und Medienkunst das Hörspiel-Video Have You Ever Heard of Wilhelm Reich? als Podcast-Download im BR-Hörspiel-Pool. Hörspiel (CD) und Video (5.1 DVD) wurden in der Reihe intermedium records veröffentlicht.

## Schriften (Auswahl)
- Der triebhafte Charakter. In: Frühe Schriften I. Kiepenheuer & Witsch, Köln 1977 (Ausgabe 1925, archive.org).
- Die Funktion des Orgasmus. In: Internationaler Psychoanalytischer Verlag, Berlin 1927 (archive.org). Revidierte Fassung: Genitalität in der Theorie und Therapie der Neurose/Frühe Schriften II. Kiepenheuer & Witsch, Köln 1982, ISBN 3-596-26752-8.
- Dialektischer Materialismus und Psychoanalyse. 1929 (archive.org).
- Der sexuelle Kampf der Jugend. Verlag für Sexualpolitik, 1932 (archive.org).
- Der Einbruch der Sexualmoral. 1932. (Erweitert und revidiert, Kiepenheuer & Witsch, Köln 1972).
- Massenpsychologie des Faschismus. Verlag für Sexualpolitik, Kopenhagen 1933. (portal.dnb.de), Erw. und rev.: Kiepenheuer & Witsch, 1971. Online-Text. Abgerufen am 7. September 2023.
- Charakteranalyse. 1933. (Erweiterte Fassung: Kiepenheuer & Witsch, Köln 1970).
- Was ist Klassenbewusstsein? 1934. (Pseudonym „Ernst Parell“).
- Die Sexualität im Kulturkampf. 1936. (rev. Neuauflage: Die sexuelle Revolution. Europäische Verlagsanstalt, Frankfurt am Main 1966).
- Die Bione. 1938.
- The Function of Orgasm. 1942. (Deutsches Original: Die Funktion des Orgasmus. Völlig verschieden von dem Buch gleichen Titels 1927; Kiepenheuer & Witsch, Köln 1969).
- The Cancer Biopathy. 1948. (Deutsches Original: Der Krebs, Kiepenheuer & Witsch, Köln 1974).
- Listen, Little Man! 1948. (Deutsches Original: Rede an den kleinen Mann, Fischer Taschenbuch, Frankfurt am Main 1984).
- Ether, God, and Devil. 1949. (Deutsches Original: Äther, Gott und Teufel, Nexus, Frankfurt am Main 1983).
- Cosmic Superimposition. 1951.
- The ORANUR Experiment – First Report. 1951.
- People in Trouble. 1953. (Deutsches Original: Menschen im Staat. Nexus, Frankfurt am Main 1982; verbesserte Auflage: Stroemfeld, Frankfurt am Main 1995).
- The Murder of Christ. 1953. (Übersetzt von Bernd A. Laska als Christusmord. Walter, Olten/Freiburg 1978).
- Contact with Space, The ORANUR Experiment – Second Report. 1957.

Im Verlag und Vertrieb Zweitausendeins erschienen 1995–1997 Reichs „Späte Schriften“ in deutscher Übersetzung in sechs Bänden: 1) Die Bionexperimente; 2) Orop Wüste (Artikelsammlung), 3) Das ORANUR-Experiment – Erster Bericht; 4) Das ORANUR-Experiment – Zweiter Bericht; 5) Die kosmische Überlagerung; 6) Christusmord.
Postum erschienen außerdem einige Bücher mit (auto-)biografischem Material:
- Reich speaks of Freud. New York 1967. (Deutsch auszugsweise (Raubdruck) als Wilhelm Reich über Sigmund Freud, o. O./o. J. (Schloß Dätzingen 1976))
- Beverley A. Placzek (Hrsg.): Record of a Friendship. (Correspondence Wilhelm Reich/Alexander S. Neill), New York 1981. (Deutsch als Zeugnisse einer Freundschaft. Der Briefwechsel zwischen Wilhelm Reich und A. S. Neill 1936–1957. Hrsg. und eingeleitet von Beverley R. Placzek. Aus dem Englischen von Bernd A. Laska, Kiepenheuer & Witsch, Köln 1986).
- Leidenschaft der Jugend. Eine Autobiographie 1897–1922. Kiepenheuer & Witsch, Köln 1994. (frühe Arbeiten und autobiographische Manuskripte).
- Beyond Psychology (Letters and Journals 1934–1939). New York 1994. (Deutsch als Jenseits der Psychologie. Kiepenheuer & Witsch, Köln 1996).
- An American Odyssey (Letters and Journals 1940–1947). Farrar, Straus & Giroux, New York 1999.
- Where’s the Truth? Letters and Journals 1948–1957. Farrar, Straus & Giroux, New York 2012.

## Zeitschriftenbeiträge (Auswahl)
- Schriftleitung und viele Beiträge in der Zeitschrift für Politische Psychologie und Sexualökonomie, von welcher mehrere Jahrgänge auf archive.org vorliegen.

In: Der sozialistische Arzt.
- Erfahrungen und Probleme der Sexualberatungsstellen für Arbeiter und Angestellte in Wien. Band V, Heft 3, September 1929, S. 98–102. (Textarchiv – Internet Archive).
- Die seelischen Erkrankungen als soziales Problem (Teil 1). Band VII, Heft 4, April 1931, S. 111–115 (Textarchiv – Internet Archive).
  - Dazu auch der Artikel von B. (Totis-Budapest). Freudismus und Sozialismus. Band VII, Heft 4, April 1931, S. 115–120. (Textarchiv – Internet Archive).
- Die seelischen Erkrankungen als soziales Problem (Teil 2). Band VII, Heft 5–6, Mai–Juni 1931, S. 161–165. (Textarchiv – Internet Archive).